# Baanwielrennen op de Paralympische Zomerspelen 2020 - Tijdrit mannen C4-C5
De baanwielrennen Tijdrit mannen C4-C5 tijdens de Paralympische Zomerspelen 2020 vond plaats in de Izu Velodrome, Japan. Deze combinatieklasse (C4-C5) onder classificatie C is voor fietsers die beperkingen hebben aan de benen, armen en/of romp, maar wel in staat zijn een standaardracefiets te gebruiken. Om de competitie tussen de drie klassen eerlijk te houden is er gebruik gemaakt van een rekenmodel. Doordat het een gecombineerde klasse is, werden er in 2020 een wereldrecord en een Paralympisch record door twee verschillende renners gereden. 

## Uitslag
| #      | Heat | Renners | Renners                  | Klasse | Orginele tijd | Berekende tijd | opm. |
| ------ | ---- | ------- | ------------------------ | ------ | ------------- | -------------- | ---- |
| Goud   | 21   | ESP     | Alfonso Cabello          | C5     | 1:01.557      | 1:01.557       | WR   |
| Zilver | 20   | GBR     | Jody Cundy               | C4     | 1:02.529      | 1:01.847       | PR   |
| Brons  | 17   | SVK     | Jozef Metelka            | C4     | 1:05.500      | 1:04.786       |      |
| 4      | 10   | CHN     | Wu Guoqing               | C4     | 1:05.548      | 1:04.834       |      |
| 5      | 19   | USA     | Christopher Murphy       | C5     | 1:05.078      | 1:05.078       |      |
| 6      | 18   | FRA     | Dorian Foulon            | C5     | 1:05.348      | 1:05.348       |      |
| 7      | 16   | UKR     | Yegor Dementyev          | C5     | 1:06.322      | 1:06.322       |      |
| 8      | 4    | FRA     | Kévin Le Cunff           | C5     | 1:06.357      | 1:06.357       |      |
| 9      | 14   | BRA     | Lauro Chaman             | C5     | 1:06.421      | 1:06.421       |      |
| 10     | 13   | MAS     | Zuhairie Ahmad Tarmizi   | C5     | 1:06.472      | 1:06.472       |      |
| 11     | 11   | ROM     | Carol-Eduard Novak       | C4     | 1:07.655      | 1:06.918       |      |
| 12     | 5    | COL     | Edwin Fabian Matiz Ruiz  | C5     | 1:06.925      | 1:06.925       |      |
| 13     | 12   | ESP     | Pablo Jaramillo Gallardo | C5     | 1:07.081      | 1:07.081       |      |
| 14     | 15   | CHN     | Lai Shanzhang            | C5     | 1:07.279      | 1:07.279       |      |
| 15     | 9    | IRL     | Ronan Grimes             | C4     | 1:09.014      | 1:08.262       |      |
| 16     | 8    | RPC     | Sergei Pudov             | C4     | 1:10.430      | 1:09.662       |      |
| 17     | 7    | INA     | Fadli Immammuddin        | C4     | 1:11.199      | 1:10.423       |      |
| 18     | 3    | COL     | Diego Germán Dueñas      | C4     | 1:11.481      | 1:10.702       |      |
| 19     | 2    | MAS     | Muhammad Hafiz Jamali    | C5     | 1:11.288      | 1:11.288       |      |
| 20     | 1    | HUN     | Zsombor Wermeser         | C5     | 1:11.601      | 1:11.601       |      |
| 21     | 6    | BRA     | Andre Luiz Grizante      | C4     | 1:13.441      | 1:12.640       |      |